# Седлиска около Тухува
Седлиска около Тухува (пол. Siedliska k/Tuchowa, Siedliska koło Tuchowa) — остановочный пункт в селе Седлиска в гмине Тухув, в Малопольском воеводстве Польши. Имеет 2 платформы и 2 пути.
Остановочный пункт железной дороги (платформа) и разъезд на линии Тарнув — Лелюхув, построенное в 1923 году.